# Даммерстон
Даммерстон (англ. Dummerston) — город в округе Уиндем, штат Вермонт, США. Назван в честь губернатора провинции Массачусетс-Бэй Уильяма Даммера. Согласно данным переписи населения США 2010 года население города составляет 1 864 человека.

## История
Даммерстон расположен на одном из участков земли, предоставленных в 1715 году провинцией Массачусетс-Бэй для поселенцев из колонии Коннектикут в качестве компенсации за ошибочно занятые территории. В апреле 1716 года участок площадью 43 943 акра был продан с аукциона. В числе покупателей были Уильям Даммер, Уильям Брэттл и Джон Уайт. Территория была названа именем Даммера, который был старшим среди собственников. В 1741 году, при решении вопроса о границе между Массачусетсом и Нью-Гемпширом, эти земли оказались под юрисдикцией последнего. Три поселения были объединены в одно под названием Фулем. Позднее городу вернули имя Даммерстон, но до 1773 года он упоминался под двумя названиями.
В 1859 году население города составляло 1 645 человек. Через него проходила железная дорога Вермонт Вэлли. В городе находилось несколько лесопилок и мельниц, использовавших напор воды в реке Уэст и окрестных ручьях. Добывался сланец.

## Демография
По данным переписи населения 2010 года в Даммерстоне проживало 1 864 человека (912 мужчин и 952 женщины), 95,9 % населения — белые, 0,2 % — представители других рас, 1,0 % — две и более расы. Средний возраст жителей 48,7 года.